# كارتل تيخوانا
كارتل تيخوانا (بالإسبانية: Cártel de Tijuana)‏ هي منظمة مخدرات مكسيكية مقرها في تيخوانا، المكسيك وصف الكارتل ذات مرة بأنه «واحدة من أكبر الجماعات الإجرامية والأكثر عنفاً في المكسيك.» ومع ذلك منذ توغل كارتل سينالوا إلى باها كاليفورنيا في عام 2006 وسقوط الأخوان أريلانو فيليكس، تم تخفيض كارتل تيخوانا إلى عدد قليل من الخلايا. وفي عام 2016 أصبحت المنظمة تُعرف باسم الجيل الجديد لـ كارتل تيخوانا وبدأت في الانضمام إلى «الجيل الجديد لـ كارتل خاليسكو» جنبًا إلى جنب مع «كارتل بيلترن ليفا» لإنشاء تحالف لمكافحة كارتل سينالوا.

## المنظمة
كانت عائلة «أريلانو فيليكس» مؤلفة في البداية من سبعة أشقاء وأربع شقيقات، ورثوا المنظمة من ميغيل أنخيل فيليكس غالاردو عند سجنه في المكسيك عام 1989 لتورطه في اغتيال عميل لمكافحة المخدرات.
اخترقت كارتل تيخوانا أنظمة إنفاذ القانون والقضاء المكسيكي وتشارك مباشرة في الاتجار على مستوى الشارع داخل الولايات المتحدة هذه المنظمة الإجرامية مسؤولة عن نقل واستيراد وتوزيع كميات متعددة الأطنان من الكوكايين والماريجوانا، وكذلك كميات كبيرة من الهيروين والميتامفيتامين.
المنظمة لها سمعة عنف شديد، قُتل رامون في نهاية المطاف في معركة مسلحة مع الشرطة في مازاتلان في ولاية سينالوا في 10 فبراير 2002.
تضم عائلة أريلانو فيليكس سبعة أشقاء وهم:
رافائيل أريلانو فيليكس (من مواليد 24 أكتوبر 1949) - تم أسره 1993، أفرج عنه 2008، قُتل في 18 أكتوبر 2013
بنيامين أريلانو فيليكس (من مواليد 3 ديسمبر 1952) - تم القبض عليه في 9 مارس 2002، وتم تسليمه في 29 أبريل 2011
كارلوس أريلانو فيليكس (ولد في 20 أغسطس 1955) - ليس مطلوبًا حاليًا
إدواردو أريلانو فيليكس (من مواليد 11 أكتوبر 1956) - تم القبض عليه في 26 أكتوبر 2008، وتم تسليمه في 31 أغسطس 2012
رامون أريلانو فيليكس (من مواليد 31 أغسطس 1964) - توفي برصاص الشرطة في فبراير 2002
لويس فرناندو أريلانو فيليكس (يُعتقد أنه وُلد في 26 يناير 1966) - غير مطلوب حاليًا
خافيير أريلانو فيليكس (من مواليد 11 ديسمبر 1969) - تم القبض عليه في أغسطس 2006
ولديهم أربع أخوات، تعمل كل أليشيا وإيندينا في شؤون الكارتل.

## النشاطات الأجرامية

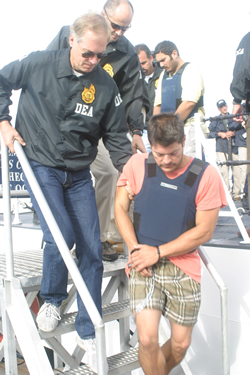
"فرانسيسكو سيلاس روشا" في قبضة مكافحة المخدرات

يتواجد كارتل تيخوانا في 15 ولاية مكسيكية على الأقل، مع مناطق عمليات مهمة في تيخوانا ومكسيكالي وتيكات وإنسينادا في باها كاليفورنيا، وفي أجزاء من ولاية سينالوا.
قُتل 14 من أعضاء عصابة المخدرات المكسيكية وأصيب ثمانية آخرون في معركة بالأسلحة النارية في تيخوانا بالقرب من الحدود الأمريكية يوم السبت 26 أبريل 2008 والتي كانت واحدة من أكثر عمليات إطلاق النار دموية في حرب المخدرات بين كارتل تيخوانا وكارتل سينالوا. في 12 ديسمبر 2011 أعلن قائد شرطة تيخوانا «ألبرتو كابيلا إبارا» أن قائد كارتل تيخوانا «فرانسيسكو سيلاس روشا» قد اعترف بأن كارتل تيخوانا وكارتل سينالوا قد شكّلا هدنة وأن كارتل تيخوانا كانت تسعى للاندماج مع كارتل سينالوا، أن كارتل تيخوانا قد فقدت نفوذها إلى حد كبير، أستمرت عائلة أريلانو فيليكس على الرغم من تناقصها بعد القبض على قادتها.

## لوس باليلوس
عصابة أجرامية والتي تعمل كجناح مسلح لـ كارتل تيخوانا في الولايات المتحدة للسيطرة على الأنشطة الإجرامية في كاليفورنيا ونيفادا.
كانوا يعملون من سان دييغو إلى لوس أنجلوس ومدن أخرى في كاليفورنيا ونيفادا، ولتجنب المواجهات المستمرة مع الشرطة بدأ رامون أريانو فيليكس في رشوة أي مسؤول حكومي تقريبًا، تلقى فيليكس أموالًا من أعضاء المجموعة الإجرامية والمجرمين المحليين من أنشطتهم غير القانونية مثل الخطف والقتل، ويأخذ نصف المال ويعطيه إلى كارتل تيخوانا لغسله هكذا كانت عمليات إلاخوان أريلانو فيليكس.

## التواجد في كولومبيا
ويعتقد أن كارتل تيخوانا لها علاقات مع القوات المسلحة الثورية الكولومبية وهي مجموعة حرب عصابات في كولومبيا لها أيضا علاقات مع عصابات المخدرات المكسيكية الأخرى، في التسعينيات قررت كارتل تيخوانا توسيع فرصها في سوق كولومبيا بتبادل المخدرات مقابل الأسلحة، وشكلوا تحالفًا مع كارتل كالي وكارتل نورتي ديل فالي لصناعة الكوكايين.

## الجيل الجديد
يُعتقد أن الجيل الجديد من الكارتل هي واحدة من أحدث العصابات في هذا المجال والتي بدأت في شحن الكوكايين من كولومبيا، وخاصة من عصابة «لوس راستروخوس» وغيره من التجار الكولومبيين، شارك الكارتل في زراعة وتوزيع الماريجوانا في باها كاليفورنيا.
فقدت كارتل تيخوانا السلطة لكنها تنمو من جديد بالمزيد من التحالفات في البلدان الأجنبية، القائد الحالي لـ كارتل تيخوانا هو ألبرتو «إل بيلوتو» أريلانو، ابن «رامون أريلانو فيليكس».